# خط کیسی چیهارا
خط کیسی چیهارا (به ژاپنی: 京成千原線, Keisei Chihara-sen) یک خط آهن وابسته به شرکت راه‌آهن کیسی در استان چیبا است.